# 西努沙登加拉省

西努沙登加拉省在印尼的位置

西努沙登加拉省是印度尼西亞的一個省，位於努沙登加拉群島（小巽他群島）西部（峇里島除外）。面積19,708.79平方公里。首府馬塔蘭位於龍目島西部，是該省兩個城市之一（另一個是東部的比馬）。下又分十區。

## 地理
兩個主島為龍目島和松巴哇島。

## 人口
2005年人口4,015,102人。當中以穆斯林佔絕大多數。